# Église Saint-Médard de Reugny
 (avril 2011).
Si vous disposez d'ouvrages ou d'articles de référence ou si vous connaissez des sites web de qualité traitant du thème abordé ici, merci de compléter l'article en donnant les références utiles à sa vérifiabilité et en les liant à la section « Notes et références ».
L'église de Reugny est un édifice religieux dédié à saint Médard, situé dans le village de Reugny, département d'Indre-et-Loire.

## Description
L'église de Reugny présente une nef du XIIe siècle couverte de voûtes modernes et dont la façade a été très restaurée. Cette nef aboutit à une travée de chœur couverte  d'une voûte angevine, également restaurée.
Au nord et au midi ont été ajoutées deux chapelles. La première date du XIIIe siècle. La seconde, plus grande, est du XVe siècle. Elle comprend deux travées couvertes d'un berceau de bois orné de peintures dans la travée orientale. D'après les armoiries figurant dans ces peintures, cette décoration aurait été exécutée par ordre de la mère de Jean de La Baume Le Blanc, à l'occasion du mariage de son fils, c'est-à-dire vers 1609 ou 1610.
Entre les deux fenêtres flamboyantes s'ouvre une petite chapelle seigneuriale dans laquelle fait saillie le contrefort extérieur et dont la clef de voûte porte les armes des La Baume Le Blanc : coupé d'or et de gueules, au lion léopardé, coupé d'argent et de sable, langué de gueules et couronné d'argent.

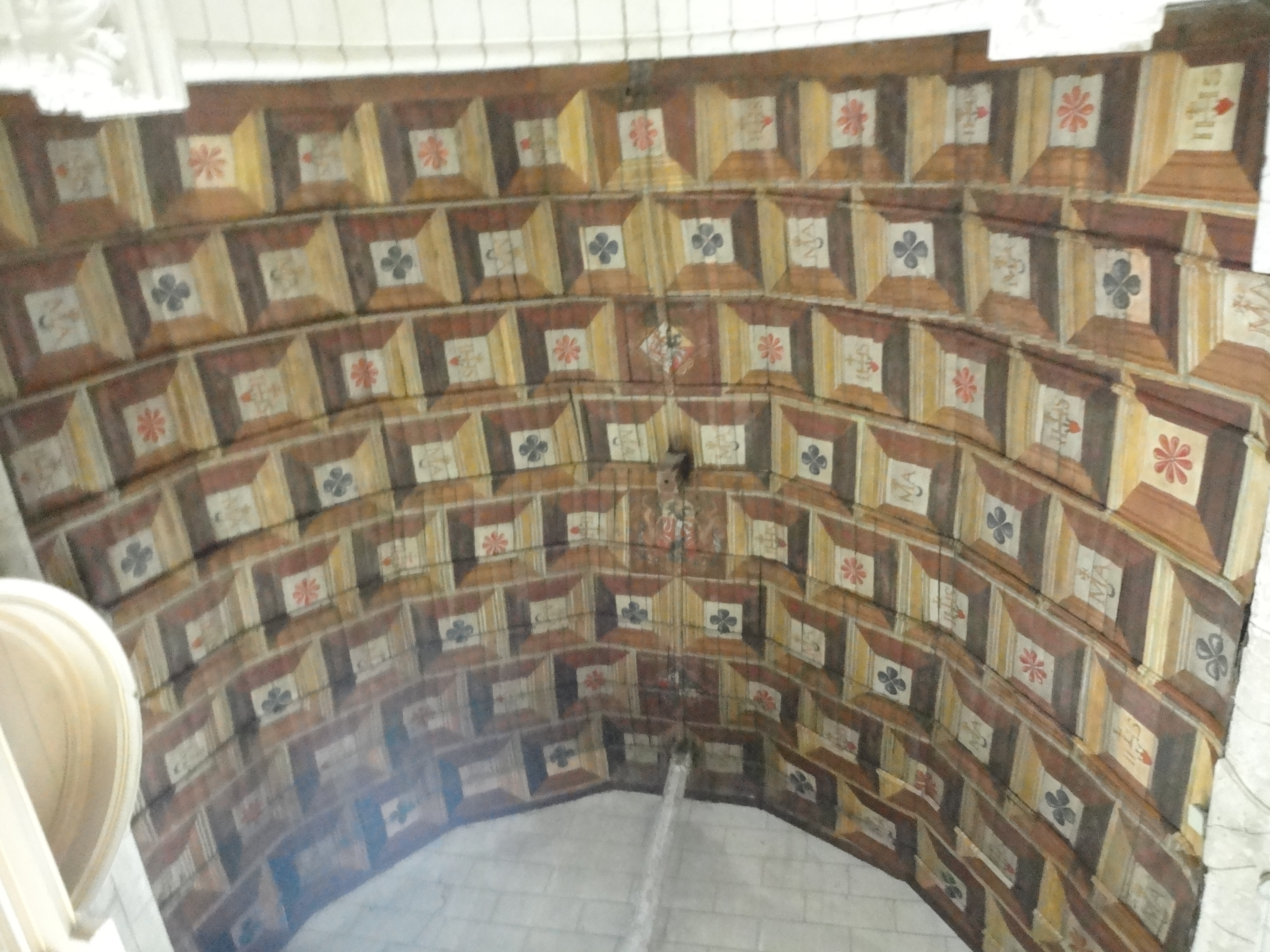
Les peintures exécutées par ordre de la mère de Jean de La Baume Le Blanc

L'abside de l'église a été complètement restaurée.
L'intérieur de l'édifice présente plusieurs inscriptions, dont l'une rappelle une fondation faite par les frères de Laurent le Blanc, tué au siège d'Ostende en 1602. On remarque aussi la pierre tombale d'un membre de la même famille.
En décembre 2020, la municipalité a fait démonter le clocher tors, au motif de son instabilité menaçant la sécurité publique.